# 亞洛瓦爾尼卡山
亞洛瓦爾尼卡山是保加利亞的山峰，位於該國西南部，處於布拉戈耶夫格勒州，屬於皮林山脈的一部分，海拔高度2,763米，山體由花崗岩組成。